# Yago Muñoz
Yago Muñoz Osio (Ciudad de México, 26 de septiembre de 1990), conocido simplemente como Yago Muñoz, es un director, actor, cantante y músico mexicano.

## Biografía
Yago Muñoz nació el 26 de septiembre de 1990 en la Ciudad de México, donde pasó toda su infancia. Hijo del Director de Televisión Juan Carlos Muñoz y de la escritora Nayeli Osio.
Cineasta y músico mexicano.
Estudia actuación y dirección en la escuela Sanford Meisner Center en Los Ángeles, California y composición musical en la Escuela de música Fermatta, en México.
Ha trabajado en la industria del entretenimiento desde temprana edad como actor. Tiene experiencia dirigiendo videos de música así como publicidad, ha colaborado con marcas como Corona, Palacio de Hierro, entre otros. 
Su primer largometraje como director "Paper Boats" se estrenó en The Art of Brooklyn Film Festival en la ciudad de Nueva York donde recibió el premio a "Mejor película" y "Mejor director". La película ha sido nombrada "Selección Oficial" en distintos festivales incluidos el GIFF, HBO'S NYC Latino Film Festival, New Vision International Film Festival (Best Latin American Film), entre otros.
Es integrante de la banda de rock "Autocinema".
Socio director de la casa productora Desierto Films.

## Carrera como director
Yago comienza a dirigir videos de música para artistas de la escena independiente como Pønce, Soy Emilia, Valeria Cox, entre otros, bajo la casa productora Desierto Films. Realiza también comerciales para marcas como Corona, Peñafiel, Clamato, FUCAM, Palacio de Hierro, entre otros bajo la casa productora Madrefoca.
Su primer largometraje "Paper Boats" se estrenó en The Art of Brooklyn Film Festival en la ciudad de Nueva York donde recibió el premio a "Mejor película" y "Mejor director". La película ha sido nombrada "Selección Oficial" en distintos festivales incluidos el GIFF, HBO'S NYC Latino Film Festival, New Vision International Film Festival (Best Latin American Film), entre otros.

## Carrera actoral
Ha trabajado en distintos proyectos televisivos incluidos "Lola érase una vez", "Verano de amor", "Zacatillo, un lugar en tu corazón", "Miss XV" y la serie "Dos Lunas". Debutó en cine con la película "Busco novio para mi mujer" de Enrique Begne por la que fue nominado al premio "actor revelación" en las Diosas de Plata 2017.

## Carrera musical
Eme 15, interpretó algunos sencillos para la banda sonora de la telenovela. Se presentaron por primera vez en la Ciudad de México el 3 de septiembre de 2011 y cantó su sencillo debut, «Wonderland». El sencillo fue grabado en la Ciudad de México en agosto de 2011 y producida por Pedro Damián. El video musical oficial fue filmado en octubre de 2011 en Las Pozas, en el parque surrealista Edward James en Xilitla, San Luis Potosí. El video musical se estrenó el 4 de abril de 2012 en la página web cafedecamilo.com, el 9 de abril se estrenó en Nickelodeon y el 24 de abril de 2012.
En enero de 2014, Eme 15 ofrece su último concierto en Acapulco, Guerrero, México. 
En el verano de 2016 finalizó su contrato con el sello discográfico Warner Music. Poco después el cantante publicó que iniciaría bajo un sello discográfico independiente y lanzó su sencillo y video debut, «Tú».
Actualmente es integrante de la banda "Autocinema" como cantante principal y guitarrista.

### Álbumes

#### Álbumes de estudio
| Título                                                                      | Detalles                                                                                            | Posicionamientos en listas |
| Título                                                                      | Detalles                                                                                            | US                         |
| --------------------------------------------------------------------------- | --------------------------------------------------------------------------------------------------- | -------------------------- |
| Yago Muñoz (álbum)                                                          | - Lanzamiento: 3 de febrero del 2017 - Discográfica: Independiente - Formatos: CD, descarga digital | —                          |
| "—" indica que el álbum no fue lanzado o no se posicionó en ese territorio. | |                            |

## Filmografía

### Telenovelas
| Año       | Telenovela                        | Papel                                  |
| --------- | --------------------------------- | -------------------------------------- |
| 2007-2008 | Lola, érase una vez               | Rocco                                  |
| 2009      | Verano de amor                    | Enzo Roca                              |
| 2010-2011 | Zacatillo, un lugar en tu corazón | Elisandro "Eli" de Jesús Zarate Dumont |

### Series de TV
| Año  | Trabajo   | Papel                |
| ---- | --------- | -------------------- |
| 2012 | Miss XV   | Nicolás "Nico" Pérez |
| 2014 | Dos Lunas | Jaime                |

### Películas
- Busco novio para mi mujer (2016)

## Premios y nominaciones
| Año  | Premiación                                    | Categoría                               | Trabajo por nominación    | Resultado |
| ---- | --------------------------------------------- | --------------------------------------- | ------------------------- | --------- |
| 2019 | New Vision International Film Festival Awards | Best Latin American Film                | Paper Boats               | Nominado  |
| 2019 | Hbo New York Latino Film Festival             | Official Selection USA                  | Paper Boats               | Nominado  |
| 2019 | Guanajuato International Film Festival        | Selección oficial largometraje mexicano | Paper Boats               | Nominado  |
| 2019 | The Art of Brooklyn Film Festival             | Outstanding Direction                   | Paper Boats               | Ganador   |
| 2019 | The Art of Brooklyn Film Festival             | Outstanding Feature                     | Paper Boats               | Ganador   |
| 2017 | Diosas de Plata                               | Actor Revelación                        | Busco Novio para mi mujer | Nominado  |
| 2017 | Premios Gardel                                | Mejor Álbum Artista Masculino Pop       | Yago Muñoz                | Nominado  |
| 2012 | Kids Choice Awards México                     | Actor de TV Favorito                    | Miss XV                   | Ganador   |